# فرودگاه بین‌المللی ماتاوری
فرودگاه بین‌المللی ماتاوری (به انگلیسی: Mataveri International Airport) (به زبان بومی: Isla de Pascua Airport) یک فرودگاه نظامی و همگانی با کد یاتا IPC است که یک باند فرود آسفالت دارد و طول باند آن ۳۳۱۸ متر است. این فرودگاه در کشور شیلی قرار دارد و در ارتفاع ۶۹ متری از سطح دریا واقع شده‌است.

## شرکت‌های هواپیمایی و مقصدهای پروازی
| شرکت‌های هواپیمایی | مقصدهای پروازی                   |
| ----------------- | -------------------------------- |
| لان ایرلاینز      | فاآ، کومودورو ارتورو مرینو بنیتز |